# Entreprise numérique
 (mars 2017).
 (mars 2017).
- Si vous ne connaissez pas le sujet, laissez ce bandeau (vous pouvez alors contacter les auteurs).
- Si vous supprimez le contenu mis en cause (vous pouvez préalablement contacter les auteurs),

argumentez précisément cette suppression dans la page de discussion
(un manque de référence n'est pas un argument ; une recherche réelle de référence doit avoir été effectuée, être formellement documentée).
Une entreprise numérique est une entreprise qui s’est transformée en s'appuyant sur les outils du numérique, pour devenir plus performante sur son marché, dans son organisation, son management, ses méthodes de travail et dans ses relations humaines. 
Les entreprises sont de plus en plus nombreuses à lancer leur transformation numérique, ce qui influence positivement le marché de l’informatique.

## Problématiques de l’entreprise numérique

### Management et technologies
Si un consensus existe sur la définition du terme « entreprise numérique », les avis divergent sur la mise en œuvre de la transition. Pour certains, il suffit de faire appel aux idées du plus grand nombre, ce qui produirait les meilleurs résultats, grâce à la sagesse des foules. Pour d'autres, il faudrait être capable de sélectionner les bonnes technologies à introduire dans l'entreprise et le travail. Pour d’autres encore, c'est un problème de management lié à la transformation digitale, aussi connu sous le nom de «transformation numérique». Ce serait alors aux managers d'initier la transformation, conjointement à leurs collaborateurs et elle passerait par une sélection de technologies appropriées , comme en témoignent de récents ouvrages anglo-saxons sur le sujet.

### Le management collaboratif existe-t-il?
Malgré tous les conseils avisés que fournissent livres, articles et consultants, force est de constater que les expériences réussies de transformation du management d'entreprise, capable de passer d'une organisation ancienne (pyramidale) ou plus moderne (matricielle) à une vraie organisation collaborative ne sont pas légion. Or c'est bien dans cette transformation des méthodes de management que réside le vrai potentiel d'innovation de d'amélioration des performances. Là aussi les articles et les conseils abondent Mais les cas pratiques sont rares. Peut-être est-il vain de demander à des managers qui ont profité de leur pouvoir pendant des années, en croyant certes souvent bien faire, de se saborder pour passer à une nouvelle ère de travail participatif et de décision en commun.

## Transition des PME
À la suite d'une saisine par quatre ministres de mars 2016 (le Ministre de l’Économie, de l’Industrie et du Numérique, le Secrétaire d’État chargé du Commerce extérieur, de la promotion du Tourisme et des Français de l’étranger, la Secrétaire d’État chargée du Commerce, de l’Artisanat, de la Consommation et de l’économie sociale et solidaire, et la Secrétaire d’État chargée du numérique et de l'innovation), le Conseil national du numérique a remis au Gouvernement ses recommandations pour la transformation numérique des PME le mercredi 8 mars. L'avis Croissance connectée : Les PME contre attaquent propose un plan d’action opérationnel visant à favoriser la transformation de toutes les entreprises, en les mettant en réseau dans une démarche multi-partite et dynamique. 
Lors de la remise, le ministre a annoncé la modernisation du programme “Transition numérique”, lancé en 2012. En plus d’une équipe de pilotage renforcée, le programme se dotera d’une plateforme de ressources facilement mobilisables par les conseillers des entreprises et les entreprises elles-mêmes, associera de nouveaux acteurs locaux et intégrera des actions pilotes en coopération étroite avec les régions, notamment sur la généralisation de chèques numériques pour les entreprises. Le CNNum poursuit ainsi le dialogue avec la Direction générale des entreprises afin de faciliter la mise en œuvre de ses recommandations.

### Recommandations
L’avis du CNNum présente 7 recommandations : 
1. Fédérer les acteurs autour d’une marque forte : Création d’une mission chargée de l’animation des communautés de connecteurs et de la coordination des actions territoriales.
2. Créer un réseau d’accompagnement : les connecteurs du numérique. Mise en place et suivi de deux réseaux d'accompagnement :
  - Des « connecteurs » bénévoles chargés de sensibiliser les PME et de renvoyer vers la plateforme ;
  - Des « connecteurs » labellisés pour leur expertise reconnue, dont les prestations sont subventionnées publiquement.
3. Mettre en place une plateforme de ressources personnalisées. Création d’un portail de ressources en ligne, articulée autour d’un outil d’autodiagnostic pour les PME, renvoyant vers des actions personnalisées et des conseillers.
4. Mettre en place un dispositif spécifique d'accompagnement pour l’e-internationalisation. Création d’un programme de sensibilisation à l’e-export, avec une hotline, la proposition de leads commerciaux et la négociation de tarifs préférentiels avec les marketplaces.
5. Développer une aide financière régionale à destination des petites entreprises. Développement d’aides régionales tournées spécifiquement vers les plus petites entreprises, intégrées dans le dispositif national, sur la base de critères communs.
6. Former les dirigeants et les collaborateurs chargés de porter la stratégie numérique de leur PME. Développer une offre de formation spécifique aux dirigeants de PME et à leurs proches collaborateurs au sein des universités et organismes de formation continue, mise en réseau autour de la marque du programme.
7. Expérimenter un statut de PME digitale pour soutenir l’évolution des compétences. Création d’un véhicule juridique simple pour l’échange à but non-lucratif de compétences numériques de salariés, entre entreprises volontaires, soutenue publiquement par l’amortissement des coûts liés au temps passé hors entreprises. Expérimentation avec 150 entreprises.